# Baltasar Íñigo
Baltasar Íñigo (València, 1656 - 1746), fou un sacerdot, matemàtic i físic valencià, un dels novatores o preil·lustrats.

## Biografia
Doctor en Teologia, era beneficiat de la Catedral de València. Assistia a una tertúlia que es reunia a la biblioteca del Marquès de Villatorques, (continuadora de l'Acadèmia de València), i vers el 1686 va començar a congregar a sa casa una Acadèmia Matemàtica amb els interessats en esta disciplina, entre ells personatges tan destacats com Tomàs Vicent Tosca i Mascó i Joan Baptista Coratjà, seguint el model de les societats científiques europees; es conserven algunes anotacions preses per Coratjà en aquelles reunions, encara que no actuava com a secretari. Se sap que no només s'hi debatia sobre matemàtiques, geometria i àlgebra, sinó també sobre física, mecànica, arquitectura civil i militar, balística, òptica i enginyeria. Els noms en clau dels membres d'esta acadèmia eren Didascalus (Íñigo), Euphyander (Coratjà) i Phylomusus (Tosca). Esta acadèmia es va desplaçar després al Palau de l'Alcàsser.

## Obres
No es conserva cap obra de Baltasar Íñigo, al qual Coratjà i Tosca consideraven el seu mestre; únicament un quadern amb anotacions a la segona edició del Cursus seu Mundus Mathematicus (1680) de Claude François Milliet Dechales i el segon tom amb glosses de pròpia mà, una taula d'angles de refracció, una taula d'abast en el tir de projectils en funció de l'angle de tir, una taula d'altures solars i una ressenya d'un llibre de Louis Joblot, Description et usage de plusieurs nouveaux Microscopes (1718).